# Biointégrateur
 (février 2019).
Si vous disposez d'ouvrages ou d'articles de référence ou si vous connaissez des sites web de qualité traitant du thème abordé ici, merci de compléter l'article en donnant les références utiles à sa vérifiabilité et en les liant à la section « Notes et références ».
On nomme « intégrateur biologique » une communauté d'espèces animales, végétales, fongiques (champignon, lichen) ou microbiennes qui est étudiée pour évaluer la quantité de contaminants chimiques biodisponibles qu’elle a « intégré » dans son organisme (chair, foie, rein, branchies, coquille…), sur le lieu où elle a vécu durant le délai de l’expérience. Cette étude se fait dans le cadre de suivi d'un écosystème (utilisation d'indicateurs biologiques : présence ou absence d'un cortège d'espèces, abondance — recouvrement, biomasse —, diversité spécifique et indices écologiques).
Un « réseau d’intégrateurs biologique » rassemble une série d’installations comparables, basées sur l’intégration biologique ; il donne des indices sur la pollution de fond, chronique, y compris pour des contaminants présents à faible dose.

## Principes
Pour des raisons de fiabilité statistique, chaque expérience utilise préférentiellement de nombreux individus d’un échantillon homogène d’une même espèce (par exemple, une cage pleine de moules de la même espèce, du même âge, élevée au même endroit, et en bonne santé). L’espèce utilisée doit être résistante au contaminant, bioaccumulatrice et si possible fixée (ex : moule, bryophyte..). Son état de santé, âge et éventuellement certaines  caractéristiques génétiques sont connus, de même que leur teneur en contaminant (« état-zéro ») au début de l’expérience. Elle doit être protégée d’éventuels prédateurs et du vandalisme.
Les organismes vivants peuvent être étudiés en direct dans leur milieu naturel. C'est le cas des lichens fixés sur les écorces des arbres dont l'observation permet d'estimer certaines pollutions de l'air. Dans les milieux aquatiques les moules marines et d'eau douce au mode de vie très sédentaire en sont une bonne illustration. Le Mussel Watch Programme américain et plus récemment le réseau Rinbio sont de bons exemples de projet mobilisant ces espèces indicatrices de la qualité de l'eau.
Les organismes vivants peuvent également être élevés ou cultivés, en laboratoire puis transplantés dans le milieu. C'est le cas par exemple du gammare, petit crustacé amphipode, espèce commune et présente dans la majorité des cours d'eau européens. Des tests réalisés sur des gammares encagés dans des cours d'eau contaminés aux pesticides et aux métaux lourds permettent de révéler la présence de contaminants indécelables par des techniques d’analyse chimique classique.Il en est de même pour l'utilisation de bioindicateurs végétaux, comme le tabac Bel-W3, particulièrement sensible à l'ozone. Des plants transplantés dans des endroits stratégiques de la Communauté Urbaine du Grand Nancy ont permis d'étudier et de réaliser la cartographie des différents niveaux d'ozone en juin, juillet et août 1996 .

## Avantages/inconvénients
Avantages : 

- mesure sur de longs pas de temps, intégrant les variations saisonnières . 

- faible coût d’installation (par rapport à d’autres méthodes), mais parfois risque de vandalisme

- Possibilité d’étudier de manière différentielle et en les comparant, des gradients ou plusieurs couches d’eau ou d’air par un réseau vertical ou tridimensionnel d’intégrateurs biologiques

- Dans le cas de la moule on peut mesurer les contaminants accumulés dans la chair, mais aussi dans la coquille.

- Les résultats donnent une idée de l’exposition réelle d'organismes filtreurs ou bioaccumulateurs, et d'éventuels indices sur l'exposition de certains organes accumulant certains contaminants (foie, rein..) chez d'autres espèces 

- La bioconcentration des produits par l’animal filtreur ou bioaccumulateur permet de détecter à faible coût des molécules non détectables ou coûteusement détectables avec les moyens habituels. L’exposition aux faibles doses de produits très toxiques peut ainsi être étudiée. 

- Des effets synergiques peuvent être observés ou suggérés in vivo, qui ne seraient pas identifiés à partir de la seule connaissance de la présence des produits. 

- Avant la réalisation d’un projet d’ostréiculture ou de mytiliculture, l’auteur du projet peut avoir une idée du degré de contamination de ses futurs produits.
Inconvénients : 

- L’utilisation d’une espèce vivante, même résistante ne garantit pas – en milieu très pollué - que les « intégrateurs » puissent en mourir ou tomber malade, ce qui fausse les résultats, même s’il s’agit d’une information utile. 

- Les pics de pollution ne sont pas détectés (mais des mesures aléatoires ou régulières ne garantissent pas non plus que ces pics soient mesurés. Seule une analyse en continu le permet, mais elle est généralement très coûteuse). 

Il faut corriger des biais possibles : par exemple, en hiver, diverses espèces perdent naturellement du poids, ce qui fait que le taux d’un contaminant par kg de matière vivante apparaît plus élevé 
Et inversement, un pic de croissance se traduit par une dilution relative du contaminant intégré.

Selon l’espèce qui sert d’intégrateur, la bioaccumulation peut varier selon la lumière, la chaleur, la nourriture disponible et les caractéristiques physicochimiques du milieu.

Certains contaminants peuvent être biodégradés par l’espèce ou d’autres espèces ou être éliminés lors de la reproduction (via semences, ovules, spermatozoïdes).
- Exposer l’intégrateur à un environnement qui n’est pas naturellement le sien (des moules à une profondeur inhabituelle).

- L’animal peut produire des métabolites différentes ce celles que produiraient une autre espèce ou de celle qu'il produirait dans son environnement non-pollué (de nombreux organismes disposent de thioprotéines capables de fixer certains métaux lourds, et parfois de les excréter, dans le mucus par exemple. Il faudrait parfois s’intéresser aux excréments et coquilles (dans le cas des coquillages).
Il n'y a pas nécessairement de corrélation entre la teneur en métaux des sédiments et celle d'un animal fixé comme l'huitre ou la moule, qui peuvent être directement contaminées par les métaux dissous dans l'eau à l'état de trace. 
Une étude récente a porté conjointement sur les moules bleues de Méditerranée (M. galloprovincialis) et les sédiments de surface de leur environnement, pour 5 sites (échantillonnés en 2005 et 2006, en automne). Les concentrations moyennes  en Fe, Zn, Mn, Ni, Cu, Co et Cr dans les échantillons de moules étaient respectivement de 603.0, 345.0, 85.0, 18.9, 17.2, 9.1 mg/kg de poids sec. Alors que les maxima étaient pour les sédiments de 40867, 943.0, 382.0, 336.0, 67.2, 24.8 et 16.9 mg/kg. Une corrélation n'a pu être observée que pour le zinc.

## Exemples

### Programme européen Atmospheric heavy metal deposition in Europe – estimation based on moss analysis
Fondé sur des premières campagnes réalisées dans les années 1980 au Danemark et en Suède, le programme européen Atmospheric heavy metal deposition in Europe – estimation based on moss analysis est par la suite étendu à d’autres pays d’Europe. « La participation française à ce programme date de 1996, dans le cadre du dispositif BRAMM (Biosurveillance des retombées atmosphériques métalliques par les mousses), coordonné par le Muséum national d'histoire naturelle. Dans ce dispositif, les concentrations d’au moins 12 métaux sont évaluées sur plus de 450 sites répartis sur l’ensemble du territoire métropolitain ».

### Le Réseau intégrateurs biologiques «Rinbio»

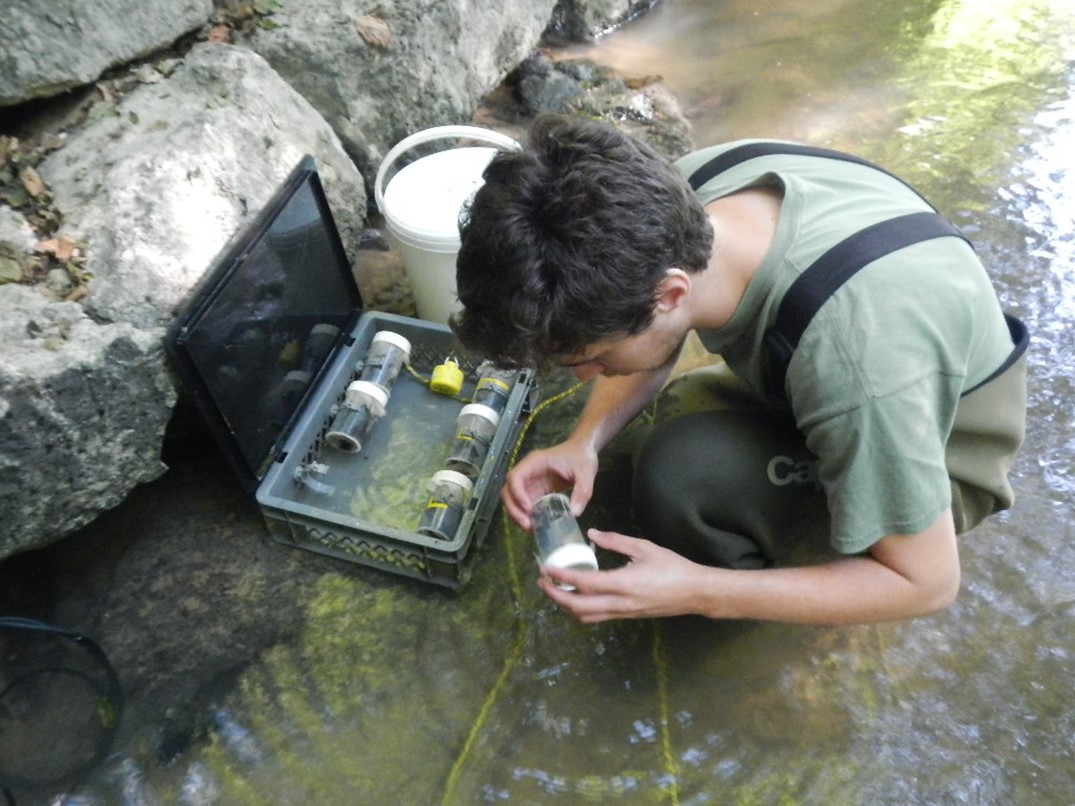
Installation d'individus de taille homogène de Gammarus fossarum dans des chambres d’exposition qui seront installées directement dans la rivière. À l’issue de cette période d’exposition in situ, les organismes sont récupérés et stockés au congélateur en attendant qu’ils soient utilisés pour l’analyse chimique de plusieurs familles de contaminants, notamment les substances prioritaires. Crédit : INRAE

En France, l’Agence de l’eau RMC pour son SDAGE a créé le réseau Rinbio en utilisant la capacité bioaccumulatrice de moules ; 97 stations (212 mouillages au total) ont été implantées en 2000 en Méditerranée de l’Espagne à Menton, autour de la Corse, en mer et en lagune. 97 % des stations ont été récupérées pour être étudiées en 2001.

### Bioessais in situ de gammares déployés à l'échelle nationale
Avec le soutien de l’Office Français de la Biodiversité et des Agences de l’Eau, la biosurveillance active par le biais de l’utilisation de l’amphipode Gammarus fossarum a été développée pour répondre, entre autres, aux attentes et exigences de la directive cadre sur l’eau (DCE) en termes de suivi de la contamination chimique des cours d’eau continentaux. Elle  permet aujourd’hui de qualifier le niveau de contamination biodisponible des cours d’eau pour de grandes familles de composés chimiques (métaux, hydrocarbures aromatiques polycycliques ou HAP, polychlorobiphényles ou PCB et plusieurs pesticides dont certains sont interdits depuis longtemps mais que l’on retrouve toujours : DDT , Lindane) et d’identifier quelles sont les substances les plus problématiques. Les premiers bioessais in situ qui permettent d’évaluer la toxicité des cours d’eau à une échelle nationale ont ensuite été transférés aux gestionnaires de l'eau dans les années 2010. Accompagnés de grilles d’interprétation pour les différentes réponses biologiques in situ, ces outils basés sur l’étude des effets en réponse à la contamination chimique sont aujourd’hui normalisés, déployés à l’échelle des réseaux DCE et permettent aux gestionnaires d’avancer dans l’identification des pressions toxiques qui s’exercent sur les écosystèmes aquatiques continentaux.